# Monte Everest
O monte Everest ou, na sua forma portuguesa, Evereste, também conhecido no Nepal como Sagarmāthā (सगरमाथा), no Tibete como Chomolungma (ཇོ་མོ་གླང་མ) e Zhūmùlǎngmǎ Fēng em chinês (珠穆朗玛峰), é a montanha de maior altitude da Terra. Seu pico está a 8 848,86 metros acima do nível do mar, na subcordilheira Mahalangur Himal dos Himalaias. A fronteira internacional entre o distrito nepalês do Solukhumbu e o distrito de Tingri da Região Autônoma do Tibete da República Popular da China passa no cume. O maciço do Everest inclui diversos outros picos situados acima da zona da morte, incluindo os picos do Lhotse (8 516 m), Nuptse (7 855 m) e Changtse (7 580 m), entre outros.
O nome em inglês foi atribuído em 1865 pela Royal Geographical Society sob recomendação de Andrew Waugh, diretor do Survey of India, o organismo central de cartografia e topografia da Índia britânica. Não tendo conseguido saber os nomes locais da montanha, Waugh batizou-a com o nome do seu antecessor no Survey of India, George Everest.
O Everest atrai muitos alpinistas, alguns deles experientes. Existem duas rotas principais de escalada: uma que se aproxima ao cume pela face sudeste, no Nepal (conhecida como a rota padrão) e outra pela face norte, no Tibete. Apesar da rota padrão não colocar desafios substanciais na técnica de escalada, o Everest apresenta perigos, tais como mal da montanha, condições climáticas, vento, bem como os perigos objetivos importantes, como avalanchas. Em 2016, havia bem mais de 200 cadáveres na montanha, sendo que alguns deles chegam a servir como pontos de referência.
Os primeiros esforços registrados para alcançar o topo do Everest foram feitos por montanhistas britânicos. Como na época o Nepal não permitia que estrangeiros fossem ao país, os britânicos fizeram várias tentativas na rota pelo lado norte, no território tibetano. Após a primeira expedição de reconhecimento pelos britânicos em 1921 chegar a 7 000 m pela encosta norte, uma expedição de 1922 chegou até 8 320 m, marcando a primeira vez que um humano esteve acima de 8 000 metros de altitude. Uma tragédia atingiu a equipe na descida, quando sete alpinistas morreram numa avalancha. A expedição de 1924 resultou no maior mistério no Everest: George Mallory e Andrew Irvine fizeram uma tentativa de chegar ao cume em 8 de junho, mas nunca mais voltaram, o que provocou debate sobre se eles foram os primeiros a chegar ao topo. Eles haviam sido localizados no alto da montanha naquele dia, mas desapareceram nas nuvens e nunca mais foram vistos, até que o corpo de Mallory foi encontrado em 1999 a 8 155 metros de altitude na face norte da montanha. Em 1953, Tenzing Norgay e Edmund Hillary fizeram a primeira subida oficial do Everest usando a rota sudeste. Tenzing havia atingido 8 595 m no ano anterior como membro da expedição suíça de 1952. A equipe de montanhismo chinesa de Wang Fuzhou, Gonpo e Qu Yinhua fez a primeira ascensão relatada do pico pelo lado norte em 25 de maio de 1960.

## Origem

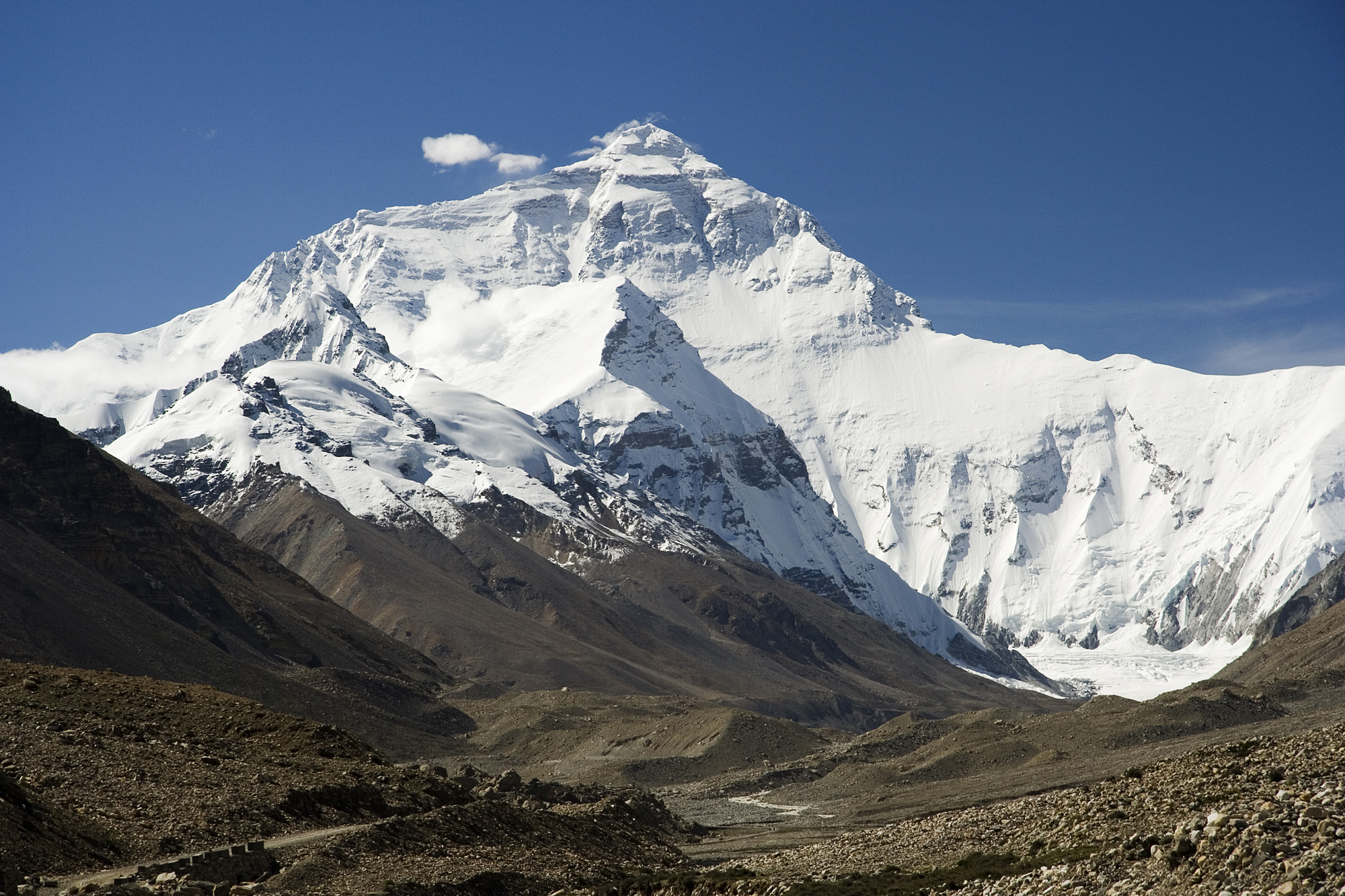
A face norte do Everest vista do caminho para o acampamento base do lado tibetano

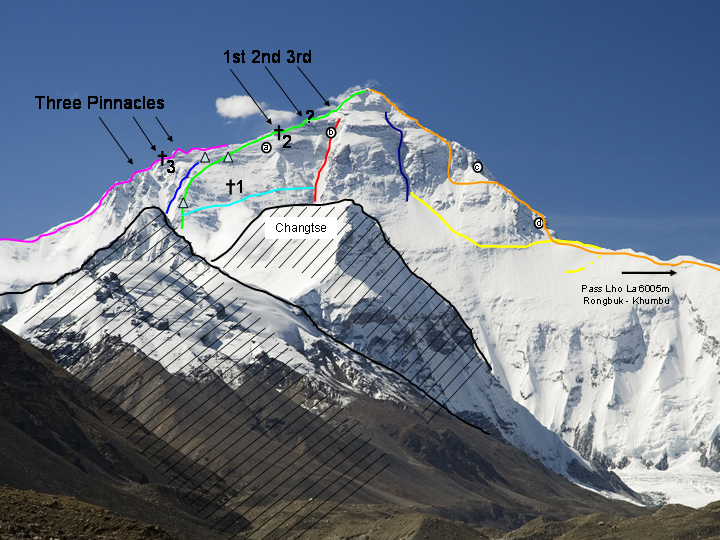
Principais rotas de ascensão pela face norte da montanha

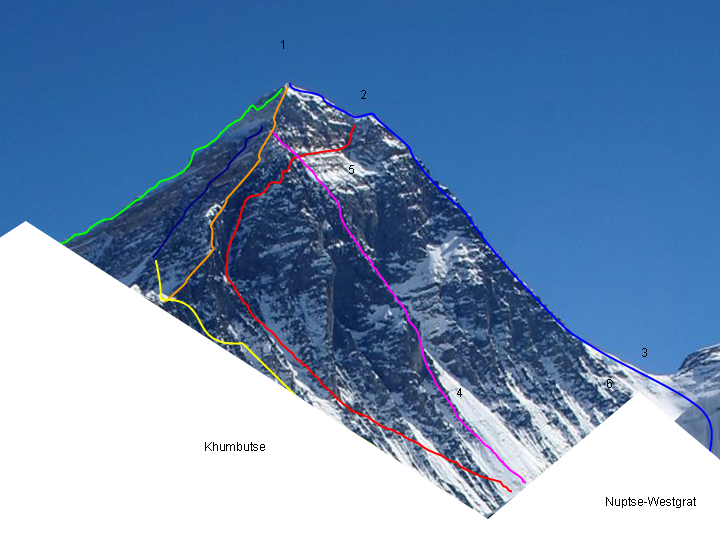
Principais rotas de ascensão pela face sul da montanha

O monte Everest está localizado na cordilheira dos Himalaias, a qual surgiu de um processo natural conhecido como dobramentos modernos (também conhecidos como cadeias orogênicas ou cinturões orogênicos). São estruturas geológicas que se originaram em virtude das ações do tectonismo e correspondem à formação de cadeias montanhosas, apresentando as maiores altitudes do planeta por serem relativamente jovens se comparadas a outras formações no planeta, dessa forma o lento processo de erosão ainda atua sobre suas formações, diferente dos dobramentos antigos, onde os processos de erosão foram responsáveis pela formação de planaltos e bacias sedimentares. O início da formação das principais cadeias de montanhas da Terra não ocorreu antes de 250 milhões de anos atrás, durante o período terciário. Estima-se que o Himalaia tenha surgido cerca 50 a 40 milhões de anos atrás, quando as massas de terra do subcontinente indiano e da Eurásia, impulsionadas pelo movimento das placas tectônicas, colidiram.

## Medida da altitude
Em 1856, o Grande Levantamento Trigonométrico da Índia Britânica estabeleceu a primeira altitude publicada do Everest, então conhecido como Pico XV, em 8 840 metros.[carece de fontes?] A altitude de 8 848 m, reconhecida pela China e pelo Nepal, foi estabelecida por uma pesquisa indiana de 1955 e posteriormente confirmada por uma pesquisa chinesa em 1975. Em 2005, a China recalculou a altitude da montanha e chegou ao resultado de 8 844,43 m. Uma controvérsia entre China e Nepal a respeito do valor altimétrico da montanha durou 5 anos, de 2005 a 2010. A China argumentava que ela devia ser medida pela sua cota de rocha, que é 8 844,43 m, mas o Nepal dizia que deveria ser medida pelo topo da camada de neve, que é de 8 848 m. Em 2010, foi finalmente alcançado um acordo que a altitude do Everest é de 8 848 m e o Nepal reconheceu a alegação da China de que a altitude do topo da rocha do Everest é de 8 844,43 m. Em dezembro de 2020, os dois países deram uma conferência de imprensa onde apresentaram o valor altimétrico de 8 848,86 m.
O nome Everest foi uma homenagem de Andrew Scott Waugh ao seu predecessor na direção do Survey of India, George Everest. Radhanath Sikdar, um matemático e topógrafo indiano de Bengala, foi o primeiro a identificar o Everest como a montanha mais alta do globo, de acordo com seus cálculos trigonométricos em 1852. Alguns indianos pensam que o pico deveria ser chamado Sikdar, e não Everest.[carece de fontes?]

## Ascensão

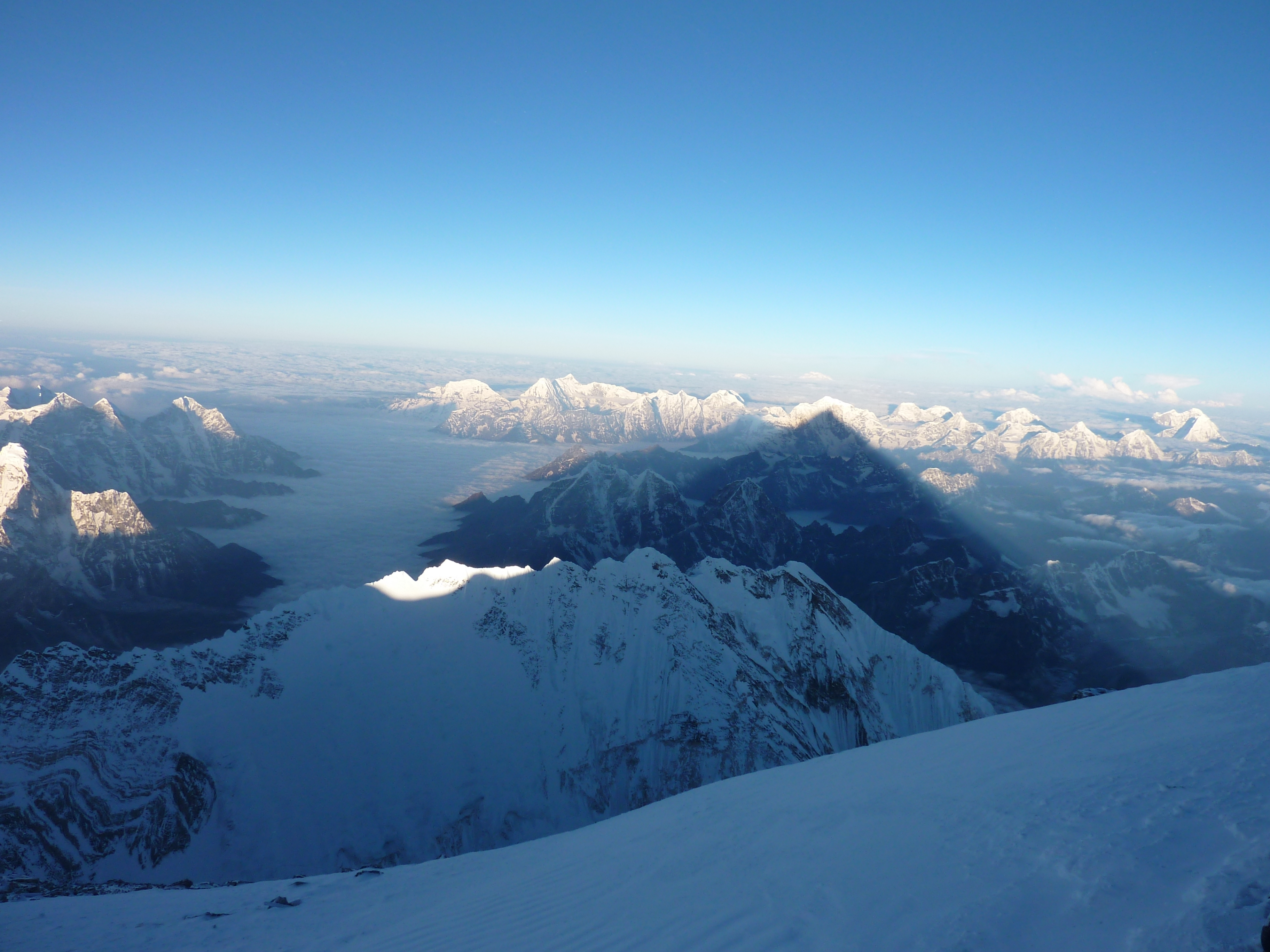
Vista desde o topo do Everest

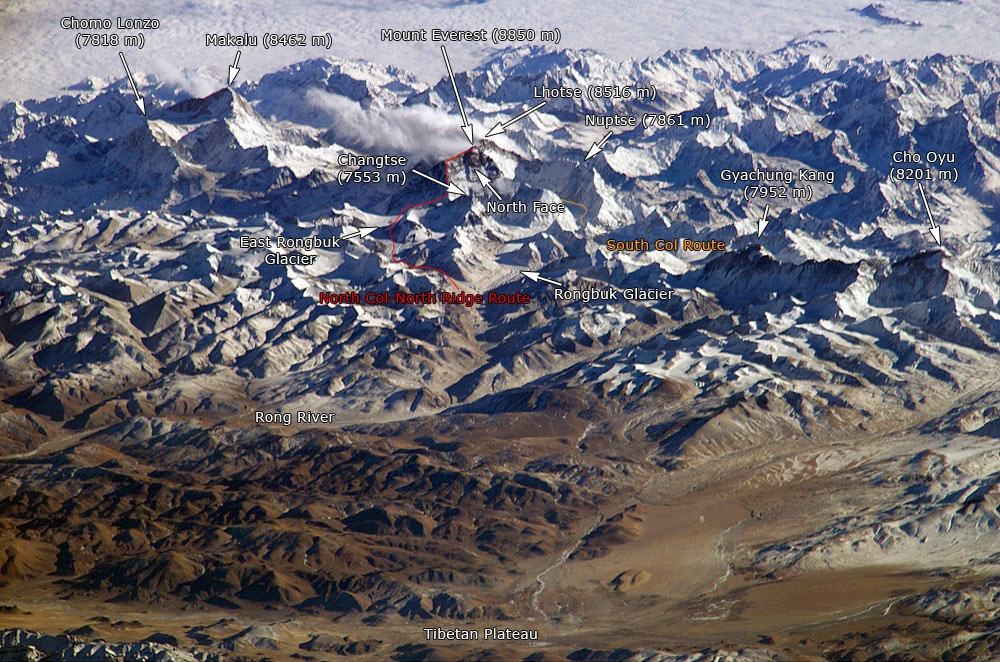
Detalhe das rotas de ascensão mais conhecidas do Everest

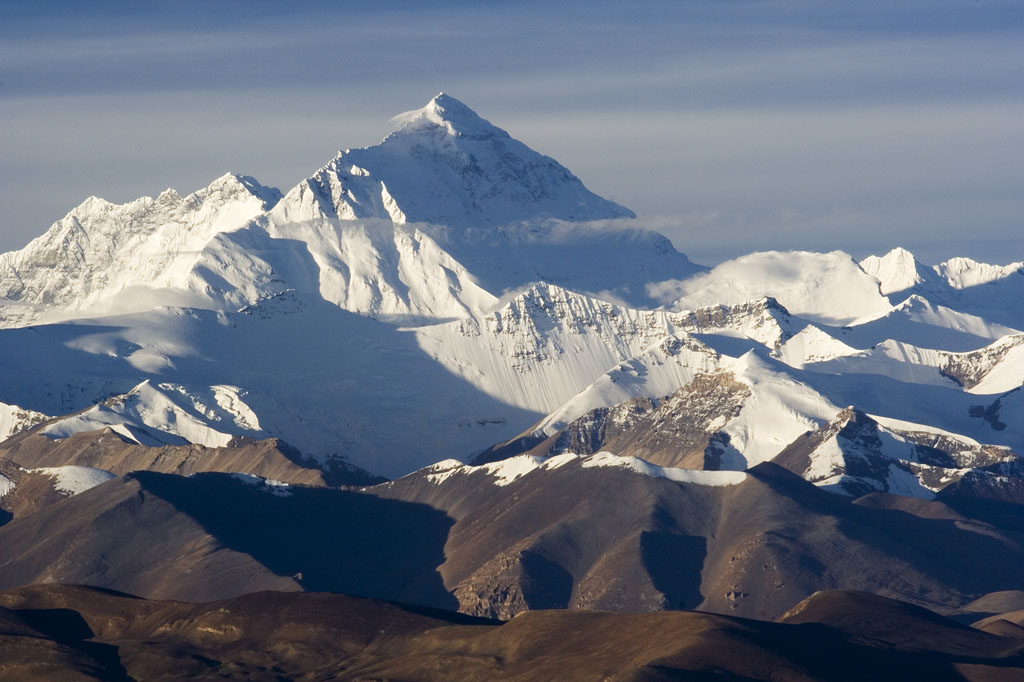
A face norte do Everest, vista do caminho para o Campo Base Sul

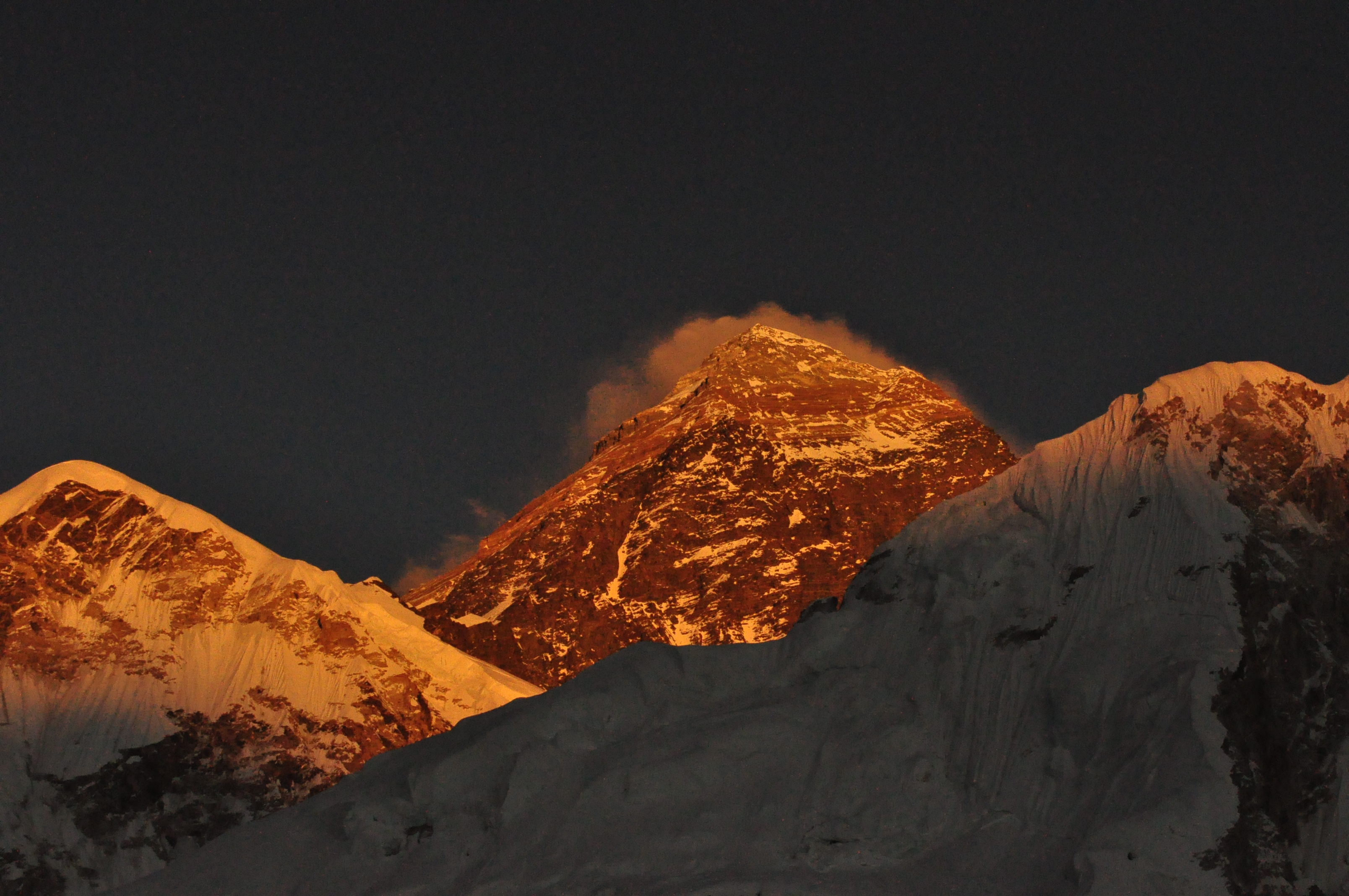
Face sul da montanha durante o nascer do sol

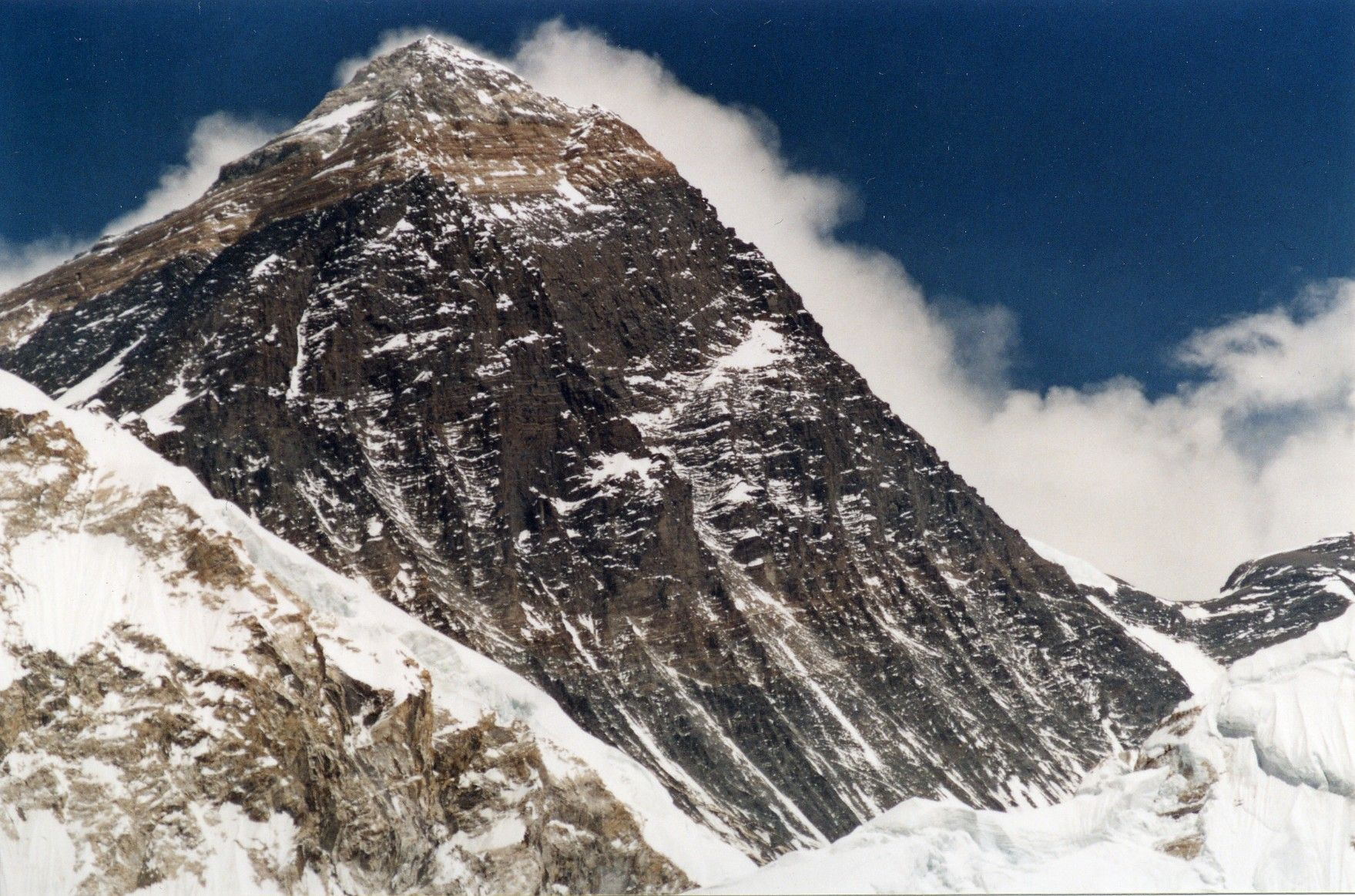
Everest visto a partir de Kala Patthar

O monte Everest tem duas rotas principais de ascensão, pelo cume sudeste no Nepal e pelo cume nordeste no Tibete, além de mais 13 outras rotas menos utilizadas. Das duas rotas principais a sudeste é a tecnicamente mais fácil e a mais frequentemente utilizada. Esta foi a rota utilizada por Edmund Hillary e Tenzing Norgay em 1953. Contudo, a escolha por esta rota foi mais por questões políticas do que por planejamento de percurso, quando a fronteira do Tibete foi fechada aos estrangeiros em 1949. Até o final de 2006, 8 030 pessoas tentaram alcançar o topo, e delas 212 não retornaram da aventura, sendo que destas, 56% morreram depois de atingir o cume.
A maioria das tentativas é feita entre abril e maio antes do período das monções porque uma mudança na jet stream nesta época do ano reduz a velocidade média das rajadas de vento. Ainda que algumas vezes sejam feitas tentativas após o período das monções em setembro e outubro, o acúmulo de neve causado pelas monções torna a escalada ainda mais difícil.

### Mallory, Irvine e Hillary
Desde 1921, diversas tentativas de escalada foram feitas. Em 8 de junho de 1924, George Mallory e Andrew Irvine, ambos britânicos, fizeram uma tentativa de ascensão da qual jamais retornaram. Não se sabe se atingiram o pico e morreram na descida, ou se não chegaram até ele, já que o corpo de Mallory, encontrado em 1999, estava com objetos pessoais, mas sem a foto da esposa, que ele prometera deixar no pico.
A primeira ascensão até o topo foi feita pela expedição anglo-neozelandesa em 1953, dirigida por John Hunt. O pico foi alcançado em 29 de maio desse ano por Edmund Hillary e Tenzing Norgay. Em 16 de maio de 1975, a japonesa Junko Tabei tornou-se a primeira mulher a alcançar o topo do Everest, integrando uma expedição feminina japonesa. A primeira ascensão sem oxigênio foi feita por Reinhold Messner e Peter Habeler em 1978. Em 1980, Reinhold Messner efetua a primeira ascensão solitária. No mesmo ano os poloneses Leszek Cichy e Krzysztof Wielicki realizaram a primeira acessão invernal. Em 25 de maio de 2001 o americano Erik Weihenmayer tornou-se o primeiro alpinista cego a atingir o topo.

### Desastre de 1996
Durante a temporada de escalada de 1996, 19 pessoas morreram durante a tentativa de chegar ao cume, sendo o maior número de mortes em um único ano na história do Everest. Uma tempestade impossibilitou muitos alpinistas, que estavam próximos ao cume (no escalão Hillary), de descer, matando oito pessoas em um único dia. Entre aqueles que morreram na temporada de 1996 estavam os experientes alpinistas Rob Hall e Scott Fischer, ambos liderando expedições pagas até o topo. O desastre ganhou grande publicidade, e levantou perguntas sobre a comercialização do Everest.
O jornalista Jon Krakauer, da revista Outside, era um dos clientes de Rob Hall, e em 1997 publicou o livro bestseller No Ar Rarefeito, que relata sua experiência na expedição de 1996.
O montanhista russo Anatoli Boukreev, guia contratado da expedição comercial da agência Mountain Madness, do americano Scott Fischer, publicou em 1997 o livro A Escalada, em que relata sua versão dos fatos do acidente em maio de 1996.

### Cronologia
- 1719: O Everest aparece como a montanha mais alta do mundo no atlas dos territórios da dinastia Qing (China), com o nome Qomolangma.[22]
- 1841: o coronel George Everest, topógrafo-geral na Índia, nomeia temporariamente a montanha como Pico XV.[14]
- 1856: O Pico XV, também chamado Pico b, foi batizado monte Everest em homenagem ao geógrafo britânico George Everest.[4]
- 1904: Uma expedição britânica liderada por Francis Younghusband tira as primeiras fotografias da face oriental, a cerca de 150 km de distância, no Tibete.[23]
- 1921: Primeira expedição britânica financiada pelo Mount Everest Committee da Royal Geographical Society, liderada pelo coronel Charles Howard-Bury, da qual fez parte George Mallory chegou ao Colo Norte. A expedição tinha como objetivo o reconhecimento do itinerário mais fácil para atingir o cume.[23]
- 1922: Segunda expedição britânica na face norte, liderada por Charles Granville Bruce, da qual também fez parte Mallory e Edward Felix Norton, chega a 8 230 m de altitude na segunda tentativa de atingir o cume, mas a terceira tentativa é abortada na sequência de sete carregadores terem morrido numa avalancha. Estes são as primeiras vítimas mortais de escaladas do Everest.[24]
- 1924: Terceira expedição britânica na face norte, liderada por Edward F. Norton devido a doença de Granville Bruce, estabelece o recorde de altitude que se manteria por quase 30 anos (8 570 m).[23] George Mallory e Andrew Irvine desaparecem numa tentativa de atingir o cume que não se sabe se teria sido bem-sucedida.[16]
- 1953: Edmund Hillary e Tenzing Norgay chegam ao cume a 29 de maio.[17]
- 1995: Waldemar Niclevicz e Mozart Catão são os primeiros brasileiros a atingir o cume, às 11h22m do dia 14 de maio.[25]
- 1999: João Garcia torna-se o primeiro português a atingir o cume; fê-lo sem recurso a garrafas de oxigénio.[26]
- 2005: em maio, o piloto de testes Didier Delsalle executa o primeiro pouso com um helicóptero no cume.[27][28]
- 2014: em 18 de abril, uma avalancha mata 16 nepaleses que trabalhavam na fixação da rota no lado nepalês. A tragédia obriga expedições a cancelarem a escalada.[29][30]
- 2015: em 25 de Abril, após um forte sismo que abalou o Nepal, 22 pessoas morrem. Uma avalancha que começou com o desprendimento de gelo e rochas do Nuptse atinge o campo base e novamente a temporada é suspensa.[31] É o segundo ano seguido que isso ocorre.
- 2015: em 27 de setembro, o Nobukazu Kuriki desistiu de subir ao cume após a amputação de nove dedos de duas mãos depois de cinco tentativas em seis anos. Caso tivesse concluído a escalada, seria a primeira ascensão depois do sismo no Nepal de 2015.[32]
- 2017: Dois brasileiros chegam ao cume, Adriano Freitas e a apresentadora de TV Karina Oliani. Esta escala pela face Norte e se torna a primeira mulher sulamericana a chegar ao cume por suas duas faces.[33]
- 2017: O catalão Kilian Jornet realiza duas ascensões relâmpago ao Everest. Na primeira ele faz cume em 26 horas partindo de Rogbuk, na face Norte. Na segunda, 6 dias mais tarde, ele ataque desde o Acampamento Base Avançado e retorna em apenas 17 horas. Ambas as ascensões foram sem oxigênio, cordas fixas e ajuda de xerpas.[34]
- 2022: Aos 52 anos, o sherpa nepalês Kami Rita escala o Everest pela 26ª vez, quebrando o próprio recorde de maior número de vezes que alguém chega ao cume da montanha.[35][36] Ele possui o recorde desde 2018, ano em que subiu o Everest pela 22ª oportunidade.[37]

## Impacto cultural
Até hoje foram criados vários filmes sobre Everest. Um deles é de 1998 e outro de 2015 (Evereste).